# Lars Göran Petrov
Lars Göran Petrov, també conegut simplement com a L. G. Petrov (Estocolm, Suècia, 17 de febrer de 1972 - 7 de març del 2021), va ser un cantant i bateria suec d'origen macedoni. Es va donar a conèixer pel seu treball amb la banda de death metal Entombed. El 1991 es va veure obligat a deixar Entombed per problemes personals. Després va fer les veus del disc Megatrends in Brutality de Comecon. El 1992 va tornar a Entombed i va romandre a la banda fins a la seva mort. També va tocar la bateria a Morbid al costat de Per Yngve "Dead" Ohlin en la seva formació original. Lars Göran també treballava per a una empresa de transport a Estocolm.

## Carrera musical
Va fer de vocalista a l'inici de la banda Comecon amb el seu àlbum Megatrends in Brutality. El 1993 va tornar a Entombed fins a la seva mort. També va tocar la bateria en el grup Morbid al costat de Per Yngve Dead Ohlin.
El 2008 va gravar juntament amb Johan Hegg la cançó «Guardians of Asgaard», d'Amon Amarth, en el disc Twilight of the Thunder God.
L'agost de 2020 va comunicar que se li havia diagnosticat càncer; diverses figures importants del metal i fans li van donar suport en la seva lluita contra la malaltia, però va acabar morint el 7 de març de 2021. La notícia va ser confirmada el 8 de març a les xarxes socials de la banda Entombed.

## Discografia
Entombed
- 1990 - Left Hand Path
- 1993 - Wolverine Blues
- 1997 - To Ride, Shoot Straight and Speak the Truth
- 1998 - Same Difference
- 2000 - Uprising
- 2001 - Morning Star
- 2003 - Inferno
- 2007 - Serpent Saints - The Ten Amendments

Entombed AD
- 2014 - Back to the Front
- 2016 - Dead Dawn